# Kenelari
Kenelari est un village rattaché à la commune de Bamenda Ier dans le département de la Mezam et la région du Nord-Ouest au Cameroun. 

## Population et sociétés
Kenelari comptait 673 habitants lors du recensement de 2005.